# Sanja Đorđević
Sanja Đorđević (serbisk kyrilliska: Сања Ђорђевић, Sanja Đorđević), född i Pljevlja, Montenegro (forna Jugoslavien), är en montenegrinsk-serbisk sångerska. Hon inledde sin karriär i början av 1990-talet och var som mest aktiv under tidigt 2000-tal. Just nu tar hon en paus från kändislivet. Hon är gift och har en dotter på 17 år.
Hennes album släppt 2008 producerades av Viki Miljkovićs make Predrag Tasković.[källa behövs]